# Gustave Pellet
Gustave Pellet (Vaugirard, 14 octobre 1859 - Paris, 19 juillet 1919) est un éditeur d'art français. Il est surtout connu pour avoir publié des estampes d'œuvres, entre autres d'Henri de Toulouse-Lautrec et Louis Legrand.

## Biographie
Gustave Jean Baptiste Xavier Pellet est né dans une famille aisée. Il passe sa jeunesse à voyager et collectionner des livres d'art. Lorsque la fortune familiale disparaît dans un krach financier en 1886, Pellet décide, avec une partie de sa collection de livres, d'ouvrir une petite librairie-atelier au 9 quai Voltaire à Paris. Peu à peu, tout comme Edmond Sagot avant lui, il se spécialise dans la production et la vente d'estampes contemporaines et de livres illustrés par des graveurs. Pellet devient éditeur de livres d'art et d'estampes en 1887,,. Il s'installe en 1902 au 51, rue Le Peletier (Paris).
Pellet avait un nom en tant que marchand qui prenait certains risques en représentant des artistes jeunes et non éprouvés. En l'espace de huit ans, il publie plus de 800 estampes de luxe d'artistes comme Henri de Toulouse-Lautrec et Paul Signac. Il est le premier éditeur des lithographies en couleurs de Toulouse-Lautrec, et ce, dès 1892.
Pellet possède les droits d'auteur des œuvres de Félicien Rops, dont il publie les aquarelles et dessins dans un livre d'une centaine de planches gravées par Albert Bertrand, certaines en couleur. Parmi les artistes de Pellet figurent de nombreux peintres postimpressionnistes. Cependant, Pellet est aussi connu pour avoir été le premier à publier les travaux du graveur Louis Legrand.

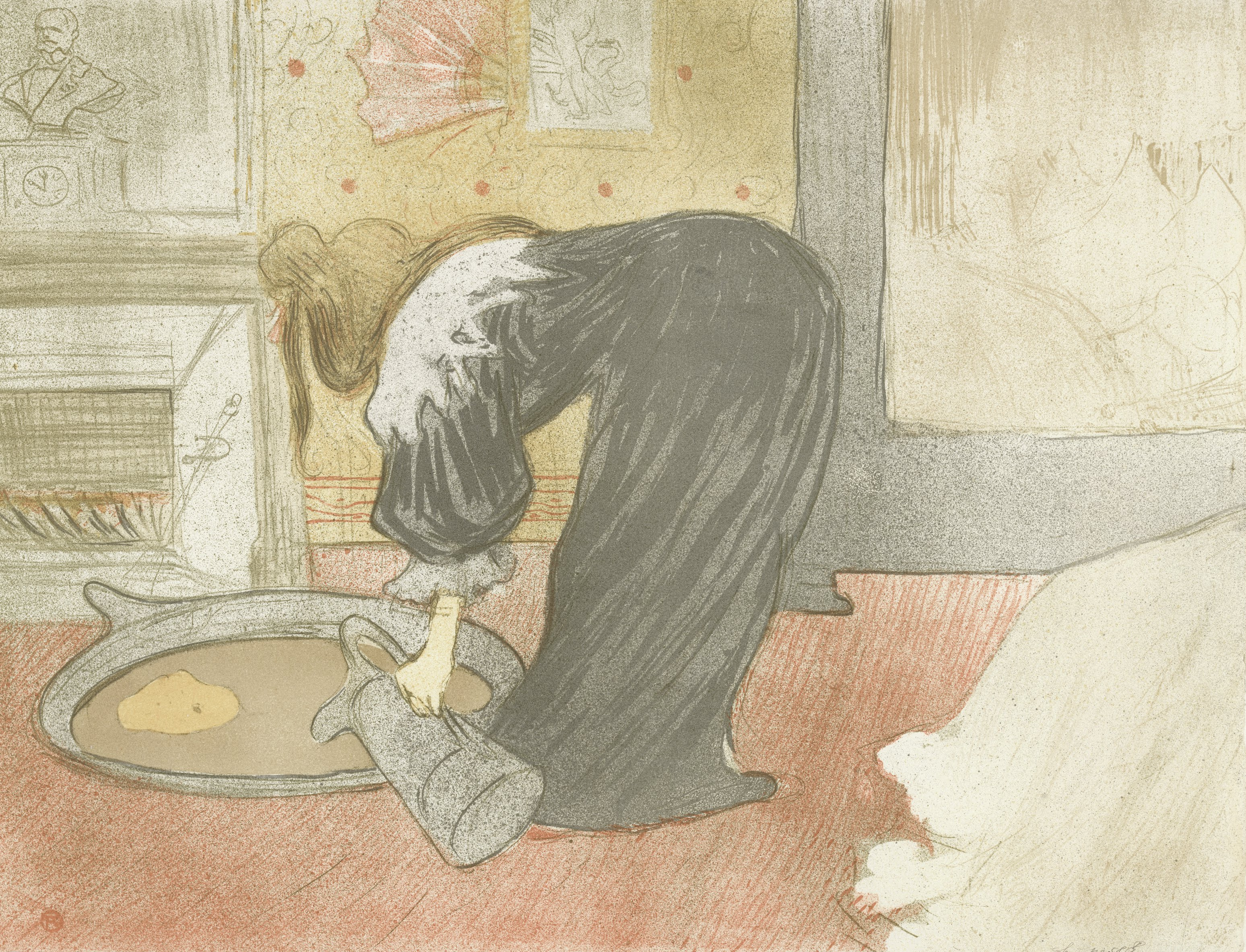
Elles - Femme au tub (Le Tub), lithographie de Toulouse-Lautrec publiée par Pellet en 1896 pour la série Elles.

Les œuvres d'art sont souvent érotiques, car aussi bien Toulouse-Lautrec que Louis Legrand avant lui produisent des études détaillées de la vie nocturne du Paris de la fin du XIXe siècle. Par exemple, la série Elles de 1896 était une série de dix lithographies de Toulouse-Lautrec, une couverture et un frontispice, que Pellet avait imprimé sur du papier vélin de haute qualité, en une petite édition de 100 exemplaires seulement ; le papier était liséré à gauche et comportait un filigrane spécial « G. Pellet / T. Lautrec ». Les femmes représentées dans cette série sont pour la plupart issues de maisons closes situées dans le quartier de Montmartre. Elles sont montrées en train de se détendre, de faire leur toilette ou de s'habiller. Cette série a été exposée dans les salons de la revue La Plume à partir du 22 avril 1896.
Gustave Pellet publie également des livres dont trois volumes, Livre d'heures de Louis Legrand, La Faune parisienne et Poèmes à l'eau-forte (1914), illustrés par Legrand. Il publie vingt volumes de Toulouse-Lautrec à partir de 1892. En parallèle, Pellet publie également des lithographies individuelles d'artistes tels que Paul Signac, Odilon Redon, Maximilien Luce et Louis Anquetin. Il est proche de Rodrigues qui rédige pour lui des catalogues.
Après guerre, Pellet transmet son atelier-galerie à son gendre, Maurice Exsteens, qui vendait encore ses productions dans les années 1940-1950. Ces pièces sont aujourd'hui recherchées et on peut les admirer dans certains musées.